# Computerworld
Computerworld (abreujat com a CW) és una publicació professional en curs de dècades que el 2014 "es va anar digitalitzant". El seu públic són professionals de les tecnologies de la informació (TI) i les tecnologies empresarials, i està disponible a través d'un lloc web de publicacions i com a revista digital.
Com a setmanari imprès durant la dècada de 1970 i fins a la de 1980, Computerworld va ser la publicació comercial líder en la indústria del processament de dades. Segons la circulació i els ingressos, va ser una de les publicacions comercials més reeixides de qualsevol indústria. Més tard, a la dècada de 1980, va començar a perdre la seva posició dominant.
Es publica a molts països del món amb els mateixos noms o similars. La versió de Computerworld de cada país inclou contingut original i es gestiona de manera independent. L'empresa matriu de Computerworld US és IDG Communications.

## Història
La publicació va ser llançada l'any 1967 per International Data Group a Boston, el fundador del qual va ser Patrick J. McGovern.
L'empresa IDG ofereix la marca "Computerworld" a 47 països del món, però el nom i la freqüència difereixen lleugerament. Quan IDG va establir l'edició sueca el 1983, és a dir, el títol "Computerworld" ja estava registrat a Suècia per una altra editorial. És per això que l'edició sueca s'anomena sv (Computer Sweden). La publicació alemanya corresponent es diu de (que es tradueix com a "setmana de l'ordinador").
El juny de 2014, Computerworld US va abandonar la seva edició impresa, convertint-se en una publicació exclusivament digital. El juliol de 2014, l'editor va iniciar la revista mensual Computerworld Digital Magazine . El 2017 va publicar reportatges i històries que destacaven la història de la revista en el cinquantè aniversari.
Computerworld US ofereix TI i gestió empresarial amb cobertura de tecnologia de la informació, tecnologies emergents i anàlisi de tendències tecnològiques. Computerworld també publica diversos informes especials notables cada any, inclosos els 100 millors llocs per treballar en TI, IT Salary Survey, els DATA+ Editors' Choice Awards i l'informe anual d'investigació Forecast. Computerworld en el passat ha publicat històries que destaquen els efectes de la immigració als EUA (per exemple, la visa H-1B) sobre els enginyers de programari.